# Premios de la Sociedad Internacional de Cinéfilos 2009
La 6ª edición de los Premios de la Sociedad Internacional de Cinéfilos se celebró el 14 de junio de 2009.

## Premios y nominaciones
La película ganadora está resaltada en dorado.

### Mejor película
| País           | Título                    | Director          |
| -------------- | ------------------------- | ----------------- |
| Francia        | A Christmas Tale          | Arnaud Desplechin |
| Francia        | Flight of the Red Balloon | Hou Hsiao-Hsien   |
| Reino Unido    | Happy-Go-Lucky            | Mike Leigh        |
| Irlanda        | Hunger                    | Steve McQueen     |
| Reino Unido    | In Bruges                 | Martin McDonagh   |
| Estados Unidos | Milk                      | Gus Van Sant      |
| Estados Unidos | Rachel Getting Married    | Jonathan Demme    |
| Estados Unidos | The Dark Knight           | Christopher Nolan |
| Estados Unidos | The Wrestler              | Darren Aronofsky  |
| Estados Unidos | WALL·E                    | Andrew Stanton    |

### Mejor película en habla no inglesa
Esta categoría se encuentra actualmente descontinuada. En la 16° edición de los premios se presentó por última vez. Para la 17° edición se unifican las categorías de Mejor película y Mejor película de habla no inglesa en una sola (el nombre de la categoría pasa a ser Mejor película a secas sin distinciones de origen).
| País     | Título                    | Director            |
| -------- | ------------------------- | ------------------- |
| Francia  | A Christmas Tale          | Arnaud Desplechin   |
| Francia  | Flight of the Red Balloon | Hou Hsiao-Hsien     |
| Italia   | Gomorra                   | Matteo Garrone      |
| Suecia   | Let The Right One In      | Tomas Alfredson     |
| Francia  | Love Songs                | Christophe Honoré   |
| China    | Still Life                | Jia Zhangke         |
| Francia  | The Class                 | Laurent Cantet      |
| Alemania | The Edge of Heaven        | Fatih Akin          |
| Francia  | The Secret of the Grain   | Abdellatif Kechiche |
| Israel   | Waltz With Bashir         | Ari Folman          |

### Resto de categorías
| Mejor director - Arnaud Desplechin – A Christmas Tale - Christopher Nolan – The Dark Knight - Gus Van Sant – Milk - Hsiao-Hsien Hou – Flight of the Red Balloon - Steve McQueen – Hunger                                       | Mejor actor - Colin Farrell – In Bruges - Michael Fassbender – Hunger - Mickey Rourke – The Wrestler - Richard Jenkins – The Visitor - Sean Penn – Milk |
| Mejor actriz - Anne Hathaway – Rachel Getting Married - Juliette Binoche – Flight of the Red Balloon - Kristin Scott Thomas – I've Loved You So Long - Michelle Williams – Wendy and Lucy - Sally Hawkins – Happy-Go-Lucky     | Mejor actor de reparto - Eddie Marsan – Happy-Go-Lucky - Heath Ledger – The Dark Knight - Josh Brolin – Milk - Mathieu Amalric – A Christmas Tale - Ralph Fiennes – In Bruges |
| Mejor actriz de reparto - Hanna Schygulla – The Edge of Heaven - Hiam Abbass – The Visitor - Marisa Tomei – The Wrestler - Penélope Cruz – Vicky Cristina Barcelona - Rosemarie DeWitt – Rachel Getting Married                | Mejor reparto - A Christmas Tale - Happy-Go-Lucky - Milk - Rachel Getting Married - Synecdoche, New York |
| Mejor guion original - A Christmas Tale – Arnaud Desplechin, Emmanuel Bourdieu - The Edge of Heaven – Fatih Akin - Happy-Go-Lucky – Mike Leigh - In Bruges – Martin McDonagh - Milk – Dustin Lance Black                       | Mejor guion adaptado - Gomorra – Maurizio Braucci, Ugo Chiti, Gianni Di Gregorio, Matteo Garrone, Massimo Gaudioso, Roberto Saviano - Flight of the Red Balloon – Hsiao-Hsien Hou, François Margolin - Paranoid Park – Gus Van Sant - The Dark Knight – Jonathan Nolan, Christopher Nolan, David S. Goyer - Wendy and Lucy – Jonathan Raymond, Kelly Reichardt |
| Mejor fotografía - Hunger – Sean Bobbitt - Flight of the Red Balloon – Ping Bin Lee - The Curious Case of Benjamin Button – Claudio Miranda - The Dark Knight – Wally Pfister - Paranoid Park – Christopher Doyle, Rain Li     | Mejor edición - Hunger – Joe Walker - In Bruges – Jon Gregory - Milk – Elliot Graham - Paranoid Park – Gus Van Sant - Slumdog Millionaire – Chris Dickens - The Dark Knight – Lee Smith |
| Mejor diseño de producción - Australia – Catherine Martin - Synecdoche, New York – Mark Friedberg - The Curious Case of Benjamin Button – Donald Graham Burt - The Dark Knight – Nathan Crowley - The Duchess – Michael Carlin | Mejor banda sonora - In Bruges – Carter Burwell - Milk – Danny Elfman - The Curious Case of Benjamin Button – Alexandre Desplat - The Dark Knight – James Newton Howard, Hans Zimmer - WALL·E – Thomas Newman |
| Mejor documental - Encounters at the End of the World - Man on Wire - My Winnipeg - Up the Yangtze - Waltz With Bashir | Mejor película animada - Kung Fu Panda - Waltz With Bashir - WALL·E |